# Allium weschniakowii
Allium weschniakowii — вид рослин з родини амарилісових (Amaryllidaceae); поширений у Казахстані, Киргизстані, Китаї — пн.-зх. Сіньцзян.

## Опис
Цибулини скупчена, циліндричні, діаметром 0.3–0.5 см; оболонка брудно-сіра, іноді з коричневим відтінком. Листків 3 або 4, стрункі, коротші від стеблини, 0.5–1 мм завширшки, півциліндричні, зверху жолобчасті. Стеблина 9–16 см, струнка, циліндрична, дрібно-кута, вкрита листовими піхвами лише в основі. Зонтик нещільно малоквітий. Оцвітина від блідо-червоної до рожево-бузкової; сегменти з темно-фіолетовою серединкою; зовнішні яйцювато-еліптичні, 5–6 × 2–2.5 мм, внутрішні довгасто-еліптичні, 6–7 × 2–2.5 мм. Період цвітіння: серпень.

## Поширення
Поширений у Казахстані, Киргизстані, Китаї — північно-західний Сіньцзян.
Населяє сухі схили, гравійні місця.